# Juan Carlos Pérez Loizeau
Juan Carlos Pérez Loizeau (Buenos Aires, 5 de noviembre de 1929-Ib., 27 de noviembre de 2020) fue un periodista, escritor y presentador de televisión argentino.

## Trayectoria
Se destacó en la pantalla chica y la radiofonía argentina. Su carrera se extendió por más de cuatro décadas desde 1960.
En la década de los '80 hizo publicidades como las del queso cottage Mendinet (Osvaldo L. Mendizábal S.A.) junto a la modelo Carmen Yazalde.
En televisión fue la cara visible de noticieros como Realidad (Canal 13), Telefe noticias y Azul Noticias. Durante las décadas del '60 y del '70 cubrió el deporte argentino para distintos medios, fue amigo de los automovilistas Juan Manuel Fangio y Luis Rubén Di Palma. Se destacó su paso por la gerencia de noticias de los canales 7, 9 y 13 y por ser una de las caras principales de Nuevediario.
Se desempeñó como profesor de periodismo en la Asociación de Profesionales de la Publicidad (1994). Trabajó como redactor de La Nación (PK) (1960-63), Convicción (1978) y la Revista El Gráfico (PK) (1963-66). 
Ocupó el cargo de secretario de Redacción en Sport ilustrado (1963-66) y colaboró en La Prensa (PK), Convicción, Extra, Confirmado, Automundo y Mujer. Fue gerente de Telefé Noticias (1991) y participó en radios Argentina, Splendid, Del Plata, Libertad y Continental. En televisión trabajó en los canales 2, 7, 9, 11, 13 y en el Noticiero Cadena Eco en 1992.

## Retiro
Escribió dos libros y fue asesor de revistas especializadas en automovilismo, más tarde se retiró de su actividad profesional y se abocó a la vida familiar.
En 2016 fue invitado al programa Juventud acumulada, conducido por Fanny Mandelbaum en la TV Pública.

## Premios
Ganó más de cincuenta premios -siempre en equipo- de los cuales se destacan: seis Martín Fierro, dos Malvinas Argentinas, dos Gallo de Oro y un EUDEBA. En 2006 obtuvo el Premio Santa Clara de Asís en mérito a la trayectoria.
En 1987 recibió un Premio Konex al mérito en los medios de comunicación argentinos.

## Televisión
- 1968: ¿Quién es quién?
- 1971: Satélite 13, emitido por Canal 13, con Jorge Jacobson y Marcela Franceschini.
- 1972: Almorzando con Mirtha Legrand (reemplazo)
- 1973: Teleshow, junto a Victor Sueiro.
- 1980: Pinky y la Noticia.
- 1981: Realidad '81, junto a Ramón Andino, Leo Gleizer, Daniel Mendoza, Eglis Giovanelli, Maricarmen Del Amor, Bibiana Billino, Eduardo Carpio, Alejandro Kasanzew, Guillermo Aronín, Rodolfo Pousá, Humberto Biondi, Mora Furtado y Norberto Longo y Edgardo Mesa.
- 1982: Realidad '82, con Ramón Andino y Chichita de Erquiaga.
- 1983: Realidad '83
- 1984: Por la Tarde, junto a Jorge Jacobson y Virginia Hanglin.
- 1984-1987: Nuevediario, Las dos caras de la verdad, junto a Daniel Mendoza, Nicolás Kasanzew, Oscar Lasalle, Silvia Fernández Barrio, Franco Salomone y Horacio Margalejo.
- 1987-1988: Teledós Informa segunda edición, junto a Oscar Otranto y María Laura Santillán.
- 1988-1989: Tevedós Informa segunda edición.
- 1989-1990: Buenas Tardes País, junto a Chichita de Erquiaga.
- 1989-1990: Buenas Noches País, junto a Mónica Gutiérrez, Juan Carlos Mareco, Oscar Gañete Blasco, Mauro Viale, Tito Biondi, Eduardo Colombo, Guillermo Aronín, Alberto Ledesma, Alberto Muney, Carlos Barulich, Raúl Barceló, Silvia Martínez, Marcela Coronel, Jorge Passo, Alicia Cáceres, Juan Carlos Morbiducci, Martha Perín, Guillermo Cánepa, Chiche Almozny, Antonio Juliá y Marita Smith.
- 1990: Primera Edición, junto a Amalia Rosas, Franco Salomone y María Elvira Areces.
- 1990: Segunda Edición, junto a Rosario Lufrano.
- 1990-1991: Telefe Noticias segunda edición, junto a Rosario Lufrano, Laly Cobas, Franco Salomone, Rosemarie, Carlos Asnaghi, Fanny Mandelbaum, Jorge Jacobson, Ulises Lencina, Jorge Pizarro y María América González.
- 1992:  ECO Argentina, junto a Julio Ricardo, Omar Gómez Sánchez, Marisa Caccia y Graciela Massanes.
- 1993: América Noticias primera edición, junto a Denisse Pessana.
- 1994: América Noticias segunda edición, junto a Enrique Llamas de Madariaga.
- 1995-1996: América Noticias 13 Horas, junto a Karin Cohen.
- 1997: Telegaceta, junto a Marisa Andino.
- 1999-2002: Azul Noticias, junto a Cristina Pérez.
- 2002-2003: Telenueve.